# La Vivandière (opéra)
Pour les articles homonymes, voir La Vivandière.

La Vivandière est un opéra du compositeur français Benjamin Godard sur un livret d'Henri Cain, créé en 1893 à Bruxelles. Le récit raconte l'histoire d'une vivandière lors de la Convention. 

## Description
L'ouvrage est un opéra-comique romantique distribué en trois actes et vingt-trois numéros avec quatre ballets. Il s'agit de la dernière œuvre de Benjamin Godard avant sa mort. Benjamin Godard achève l'écriture de son ouvrage mais ne parvient pas à terminer son orchestration. L'opéra, fortement inscrit dans l'ambiance belliqueuse de cette période, intègre des morceaux inspirés de musique militaire, ainsi que des ballets de marche.

### Création
L'ouvrage est créé le 27 mars 1893 à La Monnaie de Bruxelles.
La première française a lieu après la mort du compositeur, le 1er avril 1895 à l'Opéra Comique de Paris, sous la direction de Jules Danbé et mis en par Léon Carvalho, dans la salle du Châtelet de l'Ancien Théâtre-Lyrique de la Comédie-Italienne. Cette production est une deuxième version, achevée par le compositeur français Paul Vidal, et sera la base des représentations suivantes. 
Cette représentation rencontre un certain succès de la part du public, aussi bien pour sa musique que son livret, malgré des reproches qui sont faits à l'encontre de l'ouvrage. Hormis un livret qui manque d'imagination, la musique est considérée comme simpliste. L'ouvrage est par ailleurs régulièrement comparé à l'opéra-comique de Gaetano Donizetti, La Fille du régiment, l'estimant bien moins bon en rapport.

### Postérité
L'opéra est joué en première au Royaume-Uni à Liverpool puis à l'Opéra de Glasgow en 1896 ; en décembre 1900 en première aux États-Unis dans le French Opera House de la Nouvelle-Orléans.
L'ouvrage est repris dans la salle Favart en juin 1902, sous la direction d'Alexandre Luigini et mis en scène par Léon Carvalho. Puis en 1907 au Théâtre de la Gaîté-Lyrique dirigé par Auguste Amalou ; en 1914 de retour à l'Opéra Comique, dirigé par Paul Vidal, repris en 1915 dans la même salle pour la centième représentation de l'opéra à l'Opéra Comique ; en mars 1915, dans la salle Garnier du Théâtre du Casino de Monte-Carlo, dirigé par Léon Jehin et mis en scène par Raoul Gunsbourg. Il sera de nouveau joué en 1937 au War Memorial Building de Trenton dans le New Jersey, dans une version traduite en anglais, dirigée par Henri Maurice Jacquet et mise en scène par Edgar Milton Cooks et Victor Andoga.
La partition est publiée chez Choudens en 1895.

#### Période actuelle
L'opéra est joué en version de concert lors du Festival de Radio France en 2013, sous la direction de Patrick Davin,. Ce concert donna lieu à un enregistrement par le Palazzetto Bru Zane.

## Descriptif

### Rôles

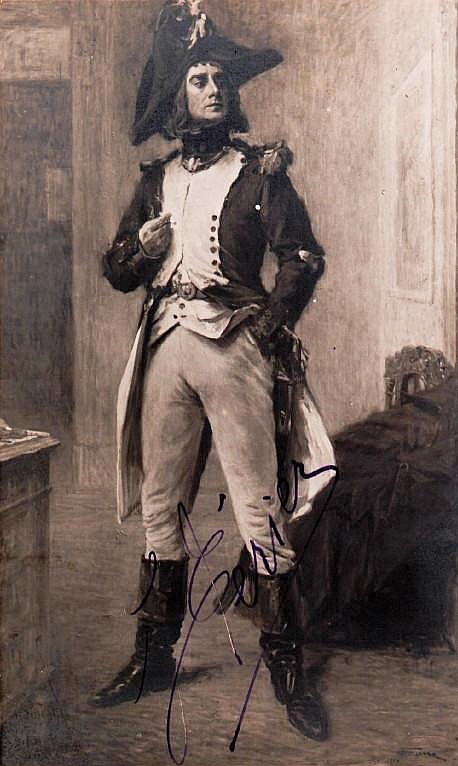
Jean Périer en Capitaine Bernard dans La Vivandière, Henri Farré, 1908.

| Rôle                | Voix          | Créateurs              | Opéra-Comique en 1895  |
| ------------------- | ------------- | ---------------------- | ---------------------- |
| Marion              | mezzo-soprano | Eugènie Armand-Coppine | Marie Delna            |
| Jeanne              | soprano       | Catherine Mastio       | Jeanne Laisné          |
| Georges de Rieul    | ténor         | Claude Bonnard         | Edmond Clément         |
| Sergent La Balafre  | basse         | Charles Gilibert       | Lucien Fugère          |
| Capitaine Bernard   | baryton       | René Cadio             | Eugène-Charles Badiali |
| Le Marquis de Rieul | baryton       | Charles Danlée         | François Mondaud       |
| Lafleur             | ténor         | Victor Caisso          | Tony Thomas            |
| André               |               |                        | M. E. Thomas           |
| Un paysan           |               |                        | M. Ragneau             |
| Lieutenant Vernier  |               |                        | Auguste Huet           |

### Résumé
L'action se déroule en 1794 vers Nancy.
Marion, vivandière, campe avec son bataillon près du château de Rieul, où vit le comte de Rieul avec ses fils et Jeanne, une orpheline recueillie. Georges, un des deux fils, quitte le château pour rejoindre cette armée républicaine, reniant son héritage ; Jeanne le suit. Aimée par lui depuis longtemps, elle et Georges sont adoptés par la vivandière, émue par sa ressemblance avec son propre fils Thémistocle, sergent décédé dans les combats. L'année passe et les deux amoureux se retrouvent en Vendée. Georges, maintenant sergent, observe la guerre qui arrive à son terme. Marion apprend cependant que le père du jeune homme se trouve à la tête d'un bataillon royaliste et que celui-ci défend encore un village. Elle arrive à faire partir le fils ailleurs en mission, afin qu'il ne soit pas là pendant l'assaut. L'armée républicaine fête sa victoire mais le comte de Rieul a été fait prisonnier. Marion le fait s'échapper lorsque l'alarme est donnée ; elle avoue d'elle-même son forfait et est sur le point d'être fusillée lorsque le général Hoche fait parvenir un message d’amnistie.

## Enregistrements
- L'air « Viens avec nous » est régulièrement chanté et enregistré :
  - The record of singing : The very best of volumes 1-4, EMI, 2009, par Solange Michel.
  - Recital, Erato, 1995, par Marilyn Horne.
  - Airs d'opéras français, Erato, 1985, par Marilyn Horne.
  - Diva de la belle époque, Music Memoria, 1990, par Emma Calvé.